# Federazione di pattinaggio della Nuova Zelanda
La Federazione di pattinaggio della Nuova Zelanda (inː New Zealand Federation of Roller Sports) è l'organo nazionale neozelandese che governa e gestisce tutti gli sport rotellistici ed ha lo scopo di organizzare, disciplinare e sviluppare tali discipline.

La sede della federazione è a Upper Hutt.

L'attuale presidente è Barbara Colville.

## Discipline
Le discipline ufficialmente affiliate alla federazione sono le seguenti:
- Hockey su pista
- Hockey in linea
- Pattinaggio freestyle
- Pattinaggio artistico
- Pattinaggio corsa
- Skateboard
- Skiroll